# Ludvig Nobel
Ludvig Emmanuel Nobel (født 27. juli 1831 i Stockholm, død 12. april 1888 i Cannes) var en svensk ingeniør, forretningsmand og humanist. Han var en af de mest fremtrædende af Nobel-familien som næstældste søn af Immanuel Nobel, d.y., og dennes hustru Caroline Andrietta Ahlsell. Han var bror til Robert, Alfred og Emil Nobel.
Sammen med sin bror, Robert, styrede han olieselskabet Branobel i Baku, Aserbajdsjan, som en overgang producerede halvdelen af verdens olie. Han tilskrives normalt æren for udviklingen af den russiske olieindustri. Ludvig Nobel skabte den største formue af Nobel-brødrene og var en af verdens rigeste mænd. På det humanitære område arbejdede han for at forbedre forholdene for arbejderne på hans virksomheder, og han introducerede overskudsdeling. Han oprettede en sparekasse for arbejderne i Baku, og han etablerede ligeledes forsamlingsfaciliteter med bibliotek, billardrum og rum til fællesspisning, lige som han byggede en række boliger til arbejderne. Firmaet gav penge til skoler og hospitaler og etablerede en park, der fortsat findes i Baku.